# Rio Tinto (företag)
Rio Tinto plc & Rio Tinto Limited alternativt Rio Tinto Group är ett brittiskt-australiskt multinationellt gruvföretag. Företaget grundades 29 mars 1873 och är idag ett av världens största gruvbolag. Det är listat på Australian Securities Exchange, London Stock Exchange och New York Stock Exchange. Företaget bryter bland annat kol, järn, koppar, uran, guld och diamanter.
Namnet betyder på spanska mörkröd flod och var namnet på en gruva ägd av spanska staten. Efter att ha blivit förvärvade 1873 av Hugh Matheson's Matheson and Company, som i slutändan bildade ett syndikat med Deutsche Bank (56%), Matheson (24%), och ingenjörsfirman Clark, Punchard and Company (20%). Familjen Rothschild förvärvade gruvan i det sena 1880-talet och lyckades göra den lönsam. 2007 försökte BHP Billiton köpa företaget, men budet avslogs. 
Företaget har blivit kritiserat för sin gruvbrytning på Västpapua, där koppar och guld utvinns i det gigantiska dagbrottet Grasberg.